# محمد العقيل
محمد عبد الرحمن ناصر العقيل هو رجل أعمال سعودي، وهو عضو مؤسس ورئيس مجلس إدارة شركة جرير للتسويق المالكة لمكتبات جرير.

## نشأته
سكنت عائلة عقيل في حلة القصمان بالرياض، قبل أن تنتقل إلى حي الملز، في الوقت الذي كانت فيه الدولة قد بدأت في توزيع أراضي لسكن الموظفين، ولم يكن الحي مزدهرًا في ذلك الوقت، مما دفع العائلة للعودة إلى حلة القصمان، لتعود العائلة وتستقر أخيرًا في الملز، وهو الحي الذي بدأت فيه بأنشطتها التجارية. كان والده عبد الرحمن ناصر العقيل يعمل مديرًا في مدرسة.

## دراسته
درس هندسة المعادن والبترول في جامعة الملك فهد للبترول والمعادن بالمملكة العربية السعودية، ثم سافر إلى الولايات المتحدة وحصل على درجة الماجستير من جامعة كاليفورنيا.

## مسيرته المهنية
بدأت عائلة العقيل في بعض الأنشطة التجارية في حي الملز، وفي عام 1974 اشتروا مكتبة جرير وبدأ الإخوة الأربعة، محمد، عبد الكريم، عبد السلام عبد الله، ناصر، وكان أصغرهم وقتها عبد الكريم الذي بدأ في العمل وهو في العاشرة من عمره، ثم عملوا على توسيع المكتبة. أسس محمد العقيل شركة جرير للتسويق في 1979 لتكون حاضنة لأعمال العائلة، وعمل بعدها على تأسيس شركات في مجالات أخرى، حيث أسس شركة أخرى للأثاث وأخرى للاستثمار وروضة مملكة الطفل، كما أسس جرير العقارية ومدارس نجد. يشغل محمد العقيل منصب رئيس مجلس إدارة شركة جرير للتسويق التي تعمل في قطاع التجزئة بشكل رئيسي وتضم مكتبات جرير.
يشغل محمد العقيل عضوية مجلس إدارة شركة الأندلس العقارية وشركة سنابل وشركة جرير للعقارات وشركة امتياز العربية وغيرهم، كما كان عضوًا في مجلس أمناء مؤسسة الملك عبد العزيز ورجاله للموهبة والإبداع - موهبة، صندوق المئوية، وغيرها من المؤسسات والمبادرات.